# Pidliskî, Dolîna
Pidliskî (în ucraineană Підліски) este o comună în raionul Dolîna, regiunea Ivano-Frankivsk, Ucraina, formată numai din satul de reședință.

## Demografie
Componența lingvistică a comunei Pidliskî
     Ucraineană (99,81%)
     Alte limbi (0,19%)
Conform recensământului din 2001, majoritatea populației comunei Pidliskî era vorbitoare de ucraineană (99,81%), existând în minoritate și vorbitori de alte limbi.